# Холшевников, Константин Владиславович
Константи́н Владисла́вович Холше́вников (19 января 1939, Ленинград — 10 января 2021, Санкт-Петербург) — советский и российский астроном, доктор физико-математических наук, профессор, заведующий кафедрой небесной механики СПбГУ, заслуженный работник высшей школы РФ (1999), заслуженный деятель науки РФ (2009). Автор более 150 научных работ, в том числе 9 монографий и учебников.

## Биография
Родился 19 января 1939 года в Ленинграде в семье литературоведов Владислава Евгеньевича Холшевникова (1910—2000) и Ольги Владимировны Ломан (1910—1993).
В 1956 году поступил на математико-механический факультет Ленинградского государственного университета, а в 1962 году окончил его с отличием. После обучения в аспирантуре кафедры небесной механики в 1965 году защитил кандидатскую («Вековые возмущения и устойчивость спутника»), а в 1971 году — докторскую диссертацию «Построение аналитической теории движения спутника в поле тяготения несферической планеты». С 1975 года профессор.
Скончался 10 января 2021 года.

## Увековечение имени и памяти
Имя К. В. Холшевникова присвоено малой планете (3504) Холшевников.